# Dicerca tenebrosa
Dicerca tenebrosa es una especie de escarabajo del género Dicerca, familia Buprestidae. Fue descrita científicamente por Kirby en 1837.

## Subespecies
- Dicerca tenebrosa knulli Nelson, 1975
- Dicerca tenebrosa tenebrosa (Kirby, 1837)

## Distribución geográfica
Habita en América del Norte.